# Club Atlético Unión (Santa Fe)
El Club Atlético Unión, también conocido como Unión de Santa Fe, es una institución social y polideportiva, de la ciudad de Santa Fe, Argentina, fundada el 15 de abril de 1907. 
Es uno de los clubes provinciales más importantes, siendo su disciplina principal el fútbol masculino profesional, donde milita actualmente en la Liga Profesional de Argentina.
Por su ubicación geográfica en la ciudad, en la intersección de Bv. Pellegrini y Av. López y Planes, se lo conoce como el «Club de la Avenida». Los colores del club son el rojo y el blanco a bastones verticales.
En lo que respecta al fútbol profesional, el club se afilió a AFA en 1940 y en 1966 ganó por primera vez el ascenso a la Primera División. Desde entonces jugó allí mayormente, alternando con algunos períodos en segunda división.
En 1979 logró su mejor ubicación en Primera, llegando a la final del Nacional 1979 junto con River Plate. El club no logró el título ya que los resultados fueron: 1 a 1 en Santa Fe y 0 a 0 en Buenos Aires, debido a que el gol de visitante valía doble (en caso de empate).
En la Superliga 2017-18, tras ganarle a Independiente en la última fecha, el club clasificó por primera vez en su historia a una copa internacional, la Copa Sudamericana 2019. En el Campeonato de Primera División 2018-19 volvió a clasificar nuevamente a la Copa Sudamericana, esta vez para la edición de 2020, con un empate 0-0 ante Estudiantes de La Plata y en el Torneo de la Liga Profesional de 2021 clasificó por tercera vez a la Copa Sudamericana después de vencer a Colón por 3 a 0. En el Campeonato de Primera División 2024 (Argentina) logró su cuarta clasificación a una copa internacional.
A lo largo de su historia han salido de sus canteras jugadores que son ídolos e hicieron historia con la selección argentina. Ellos son: Leopoldo Luque y Nery Pumpido. Otros ídolos de la institución son Francisco Valiente, Ángel Napoleoni, Antonio Simonsini, Federico Wilde, Alberto Galateo, Ricardo Altamirano, Alberto Acosta, Martín Perezlindo, Fernando Alí, José Luis Marzo, Mario Alberto, Víctor Bottaniz, Pablo de las Mercedes Cárdenas, Leonardo Madelón (quien ascendió a Primera División en dos oportunidades, una como jugador y otra como técnico), Ramón Centurión, entre otros.
Junto a Colón disputa el clásico santafesino, uno de los más importantes de Argentina, ya que esa ciudad es una de las pocas en donde los clubes locales superan en popularidad a los dos más importantes de Argentina, Boca Juniors y River Plate. Al día de hoy se han disputado 159 partidos. Unión lleva el puntapié en el historial de clásicos ganados con 57 partidos y su rival 48; los 54 restantes resultaron un empate.
También se practican otras disciplinas como básquet, arquería, patín, hockey sobre césped,voleibol, futsal, fútbol femenino, karate, natación con pileta olímpica, gimnasia deportiva. Pero después del fútbol, el deporte más practicado es el básquet, cuyo equipo salió campeón del Campeonato Argentino de Clubes en 1943 y 1969. Carlos Delfino, jugador de la NBA y campeón olímpico con la selección argentina en Atenas 2004, comenzó su carrera allí.
Actualmente el equipo de básquet participa en la Liga Nacional de Básquet, luego de jugar 8 años en el TNA, el 6 de octubre de 2021 el conjunto rojiblanco volvió a la máxima categoría del básquet en la Argentina, tras superar a Villa Mitre por 82-79 en la final por el ascenso a la elite del básquet.

## Historia

### Fundación

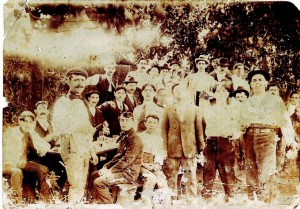
Los fundadores de Unión.

El 13 de abril de 1907 un grupo de amigos que habían dejado el Santa Fe Football Club, buscaban un nuevo club. Tras concluir que ningún club los albergaría a todos juntos, el 15 de abril de 1907, un grupo de 14 amigos y socios liderados por Belisario Osuna que hace solo dos días habían decidido alejarse del Santa Fe se reunieron en la casa de la familia Baragiola, ubicada en calle Catamarca, entre San Martín y San Jerónimo (hoy Eva Perón 2652). El objetivo era crear una nueva institución, a partir de los lazos de amistad y camaradería que unían a aquel grupo entusiasta de muchachos, y así nació el Club United.
Los 14 nombres que quedarían en la historia del club: Federico Achenbach, Antonio Baragiola, Primo Villordo, Cayetano Bossi, Néstor Alfredo Casabianca, José Cepeda, Guillermo Drenner, Enrique Fayó, José Fayó, Pedro Gibella, Segundo Noseda, Belisario Osuna, Guillermo Scartascini, y José Trentini. Fue nombrado provisoriamente presidente a Don Guillermo Drenner hasta que se conformara la primera Comisión Directiva.
El nombre elegido sería, United Foot-Ball Club desde abril hasta julio de 1907 por idea del socio fundador Cayetano Bossi que significaba unidos en inglés, desde el julio de 1907 hasta el diciembre de 1918 pasó a llamarse Unión Foot-ball Club nombre propuesto por Antonio Baragiola, luego se castellanizó el nombre a Club Atlético Unión.
La primera divisa fue una camisa blanca con puños negros.
La primera cancha fue usada desde 1907 hasta 1908, que se encontraba en las calles Suipacha, Francia y Junín y la Avenida Salvador Caputto. Actualmente, en ese lugar se encuentra el Colegio Nuestra Señora del Calvario.

## Símbolos del club

### Escudo
La forma del escudo es de tipo suizo (tres puntas en el jefe). En su interior contiene cinco rayas verticales rojas, y cuatro rayas verticales blancas. El borde del escudo lleva doble festón, y en el interior del escudo se encuentran las iniciales del club, ubicadas de modo oblicuo, centradas, respecto a las tres rayas verticales rojas del centro.

### Himno
El himno del club fue escrito por Eradio Doce con música de Federico Spreafico.

Suenan trompetas, suenan clarines

Y van sus sones por los confines

Sumando alientos a la pasión

Que en tantos pechos viril palpita

Y al desbordarse, potente grita:

ARRIBA EL BRAVO, GLORIOSO UNIÓN

Año tras año el grito crece

Más hoy el grito brota y florece

Cuál la rotunda, fiel expresión

Del pensamiento que nos inflama

Y firmemente su fe proclama

En la victoria de nuestro Unión

### Marcha
El 17 de mayo de 1996 marcó el estreno de la primera marcha tatengue, una creación magistral de Jorge Roberto Belgradi, quien no solo compuso la letra y la música, sino que también contó con la inigualable interpretación de Carlos Di Giorgio, acompañado por los armoniosos coros de Mingo Darrigo.

En 1907 cuando el Alumni daba glorias mil

En casa de los Baragiola con mucha euforia un 15 de Abril

Nace nuestro club del alma con los colores que de aquel heredó

Para perdurar la historia con la misma gloria que nos hace sentir

El orgullo de ser unionista corazón deportista que nos late así

Unión, Unión, Unión, Tate querido

Unión, Unión, vos estás muy dentro mío

Mi destino está ligado a tu destino

Sos como el sol que alumbra mi camino

Con vos siempre estaré querido Unión de Santa Fe

Cuantos héroes ya pasaron Valiente, Grecco, Ávila y Ruíz

Que te dieron la victoria junto a otras memorias que hoy no están aquí

Ya se siente entre la gente el grito caliente que nos hace sentir

El orgullo de ser unionista corazón deportista que nos late así

## Indumentaria
En 1907, a propuesta de los miembros de la Comisión Directiva, se acepta como colores oficiales del club: camisa blanca, pantalón y medias negras como primera divisa con la cual se jugarían los primeros partidos del club. En una asamblea celebrada en el mismo año se presentan 2 mociones para la indumentaria:
- Federico Achenbach pide que sea: camisa rayada vertical, negro y colorado.
- Antonio Baragiola y Cayetano Bossi proponen: camisa a rayas verticales blancas y coloradas.

Puesta a votación gana esta última, desde 1907 hasta la actualidad los colores se han mantenido en el uniforme titular teniendo solo cambios en el diseño.
| Primer uniforme | (Ver evolución) | Uniforme actual |

## Instalaciones

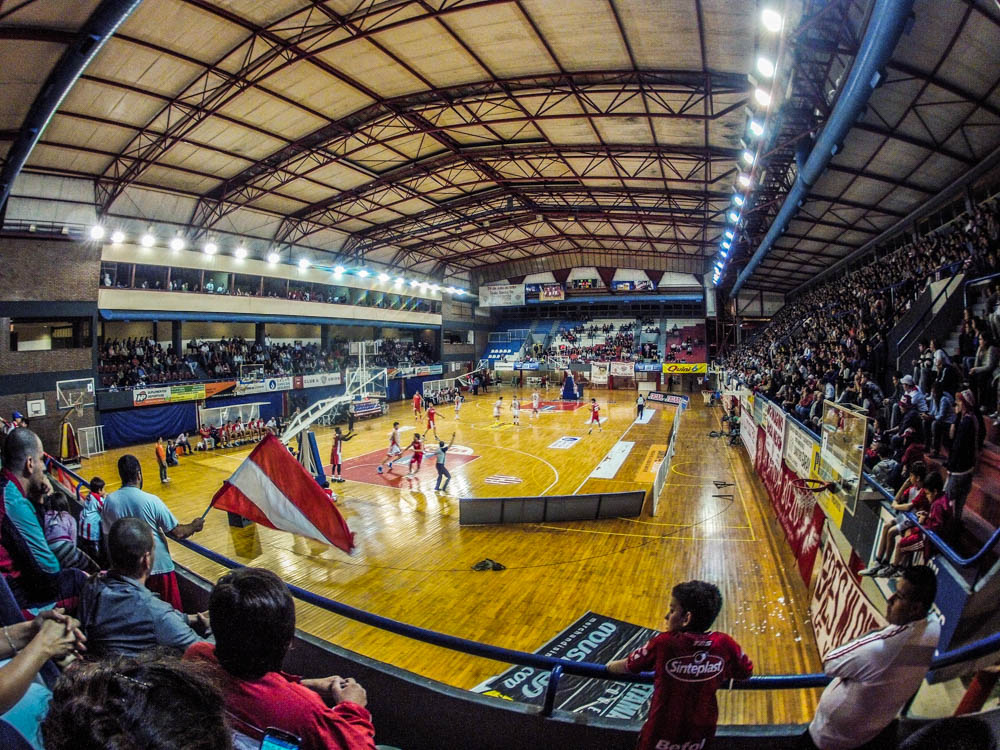
Estadio Ángel Malvicino en ocasión de un partido de básquet.

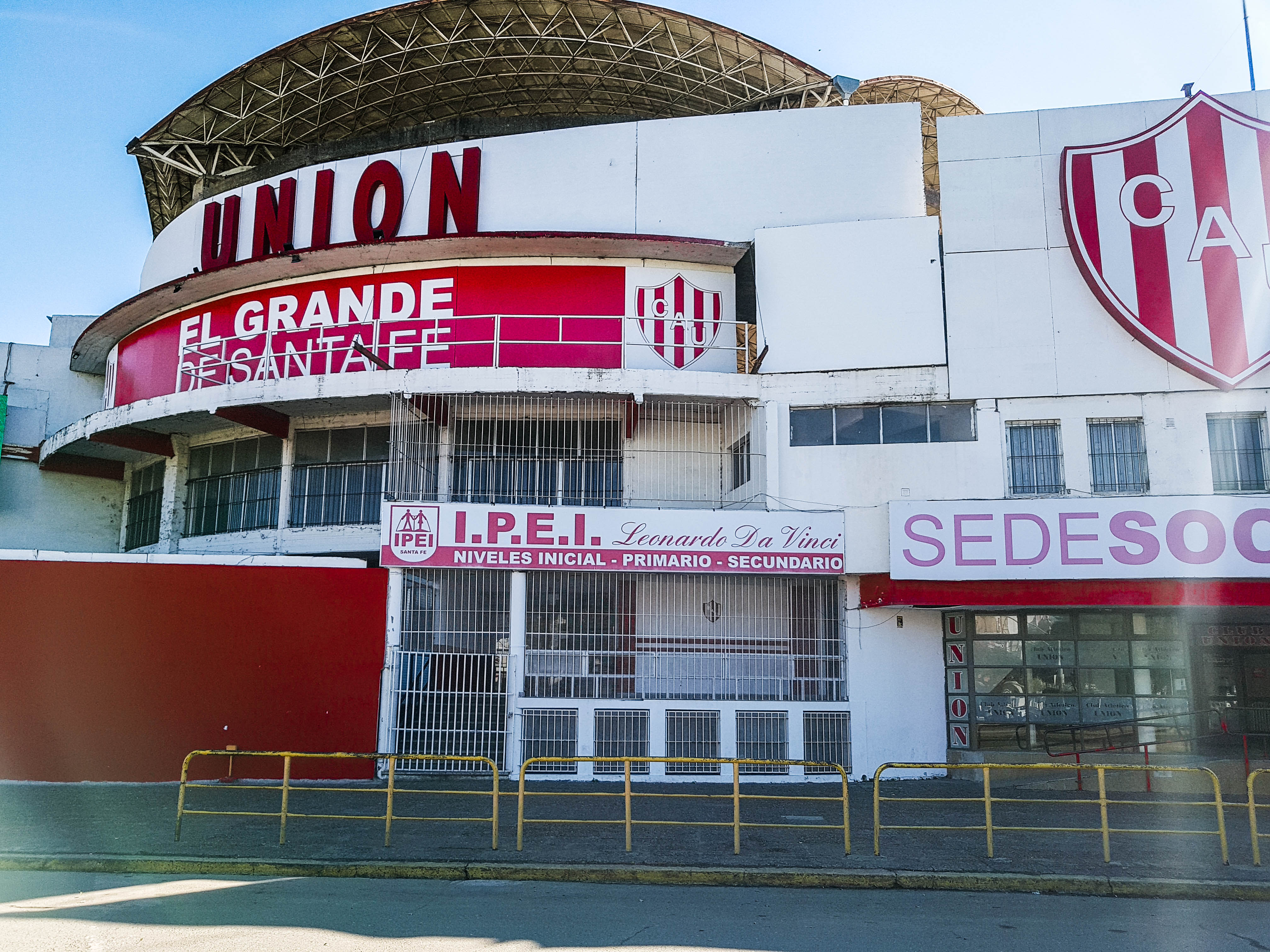
Instituto Privado de Educación Integral (IPEI) "Leonardo Da Vinci".

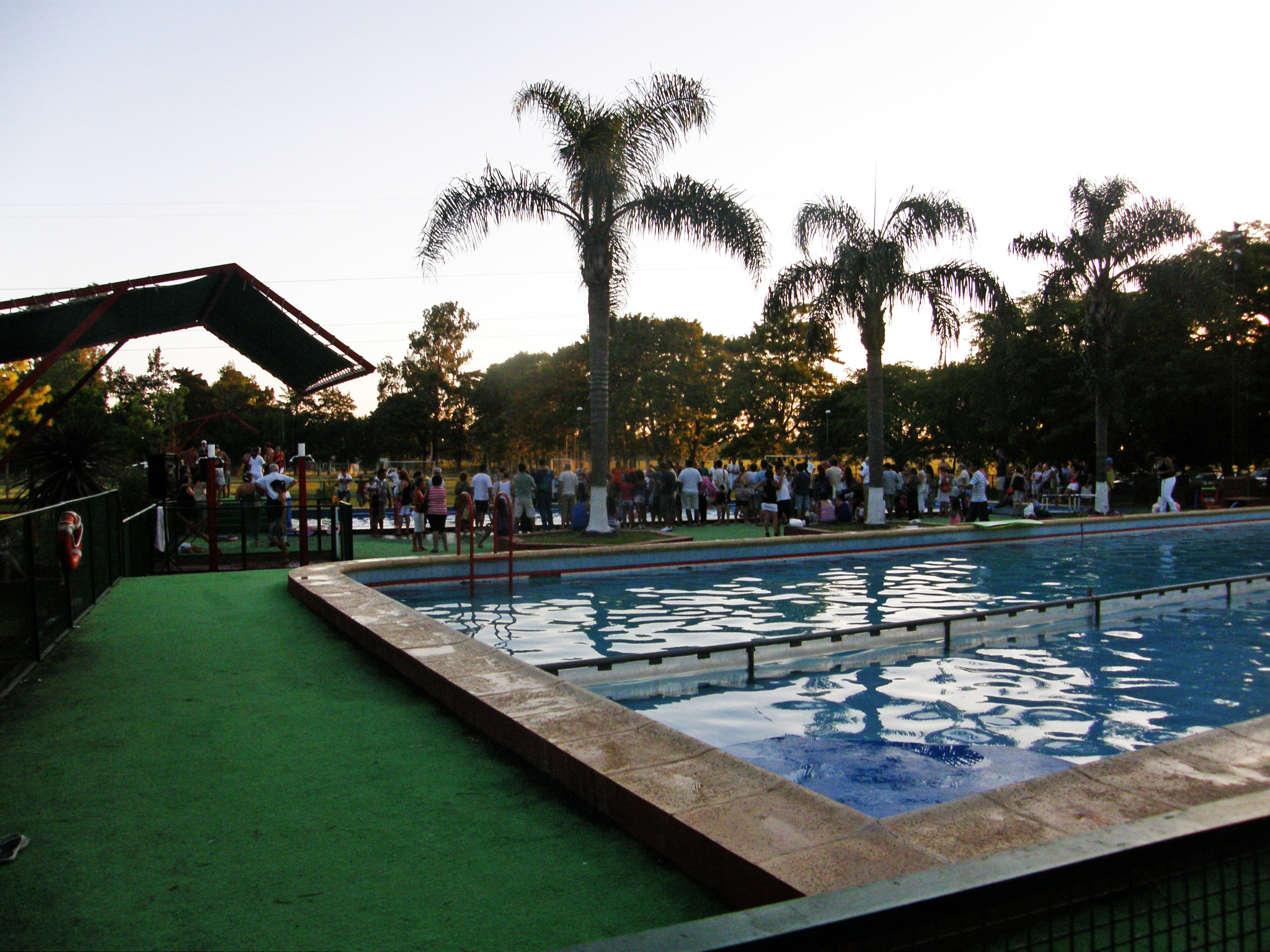
Predio La Tatenguita - Sector de piletas.

### Estadio Ángel Malvicino
Además del estadio de fútbol, cuenta con un estadio de básquet con una capacidad de 9000 espectadores que fue sub sede del mundial de Voleibol. La construcción demandó dos años aproximadamente, se encuentra ubicado en la avenida López y Planes 3553 y se extiende hasta calle Cándido Pujato, con una superficie cubierta del estadio de 1.100 metros cuadrados en un predio de 10.625 m². Aquí se realizan diversos espectáculos musicales, así como ferias artesanales.

### La Tatenguita
Cuando Unión toma posesión de ese terreno, empiezan a trabajarlo para crear un complejo deportivo y social: 3 canchas de fútbol, 2 canchas de tenis, 2 piletas de natación, 1 cancha de vóley, vestuario, lugar de acampada, parrilla, una cancha de bochas y un comedor. También funciona un complejo residencial, con casas de fin de semana.
Posteriormente se realizaron proyectos acerca de construir un segundo complejo denominado "la tatenguita 2", pero nunca se comenzaron las obras.

### Casasol
En este lugar el plantel rojiblanco realiza sus concentraciones, sus entrenamientos y sus pretemporadas, ya que cuenta con 3 canchas de fútbol, 1 hotel para alojar a los jugadores, 2 piletas, vestuarios, etc.

### I.P.E.I.
El Club Atlético Unión cuenta con su propio colegio desde el 5 de mayo de 1986, donde brinda educación a chicos del nivel inicial, primario y secundario.

## Presidentes
- 2009-Actualidad Luis Spahn
- 2009 Miguel Ponce
- 2009 Rubén Decoud
- 2007-2009 Juan Leonardo Vega
- 2005-2007 Ángel Malvicino
- 2003-2005 René Citroni
- 1996-2003 Ángel Malvicino

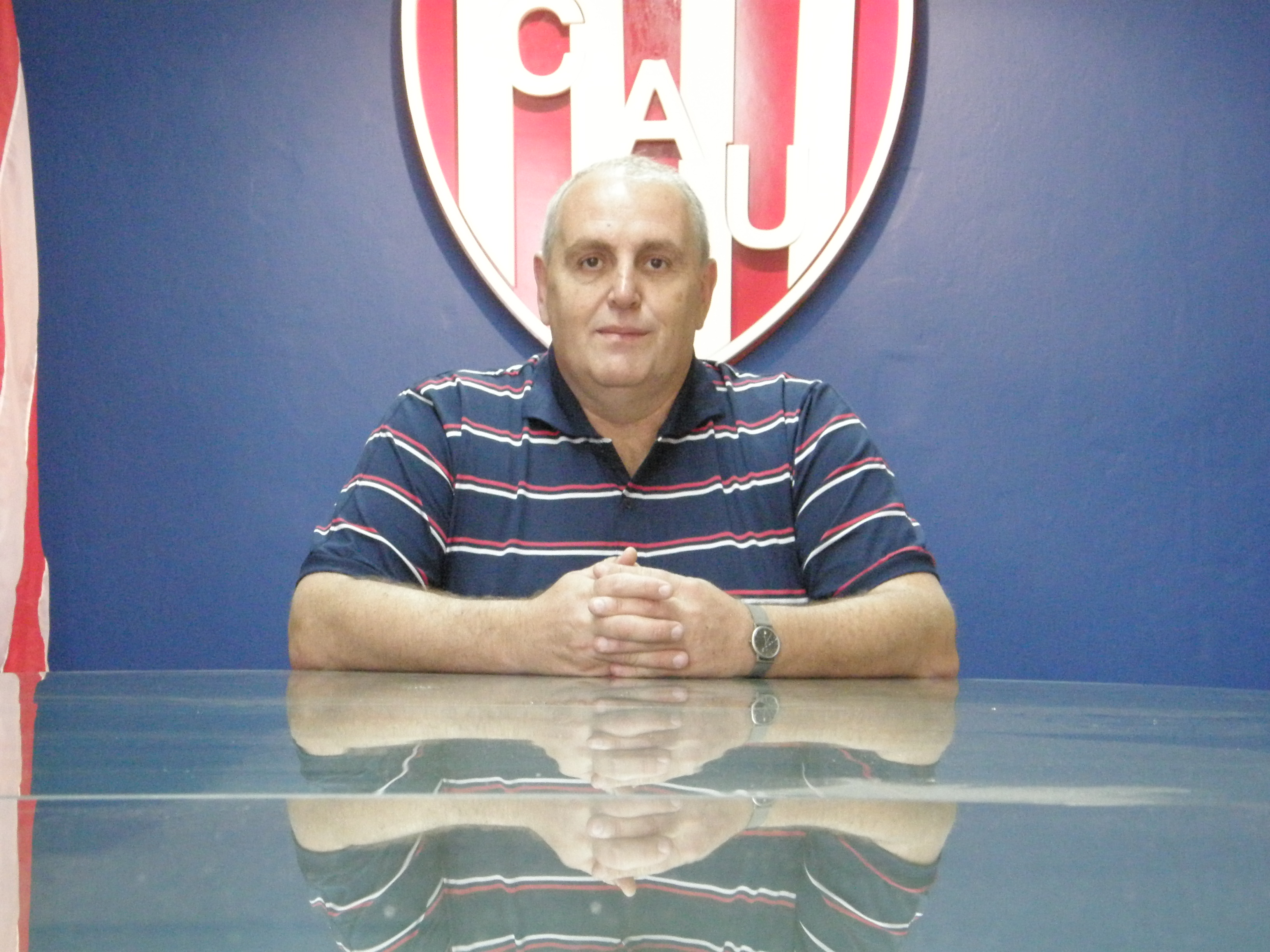
Luis Spahn - Presidente actual del Club Atlético Unión de Santa Fe.

- 1995 Ricardo Tenerello. En Carácter De Síndico
- 1995 Marcelo Vicente Casabianca
- 1993-1995 Néstor Julio Rodríguez
- 1993 Ricardo Tenerello
- 1992-1993 Julio César Lofeudo
- 1992 Ricardo Tenerello.
- 1992 Rubén Decoud
- 1988-1992 Súper Manuel Corral
- 1987 Héctor D. Flamini
- 1986-1987 Rubén Caprio
- 1984-1985 Ricardo Tenerello
- 1982-1983 Súper Manuel Corral
- 1980-1981 Ángel Malvicino
- 1978-1979 Súper Manuel Corral
- 1978 Rubén Neme. En Carácter De Síndico
- 1976-1978 José A. Capello
- 1972-1975 Súper Manuel Corral
- 1970-1971 Julio Baldi
- 1969 Oscar Maciel
- 1964-1969 Marcelo Casabianca
- 1963 Norberto Amicone
- 1962-1963 Esteban Yebra
- 1960-1961 Mario Iparraguirre
- 1958-1959 Alejandro M. Ulla
- 1957 Carlos L. Berthoud
- 1956-1957 Miguel E. Rodríguez
- 1953-1955 Mario R. Iparraguirre
- 1951-1953 Vicente R. Mariño
- 1951 Néstor Alfredo Casabianca
- 1951 Carlos Luis García
- 1948-1951 Esteban Yebra
- 1945-1947 Benito Beltrame
- 1944 Carlos Soriano Viñas
- 1944 Carlos Guido Spina
- 1943 Francisco Luis Anello
- 1943 Néstor Alfredo Casabianca
- 1942-1943 Emilio Gerónimo Leiva
- 1941 Juan José Gómez
- 1940 Héctor Sarubbi
- 1938-1939 Francisco Luis Anello
- 1937 Enrique Gallino
- 1937 Néstor Alfredo Casabianca
- 1936-1937 Aquiles Piga
- 1934-1936 Juan José Canaves
- 1931-1934 Francisco Luis Anello
- 1930 Juan A. Guastavino
- 1929 Luis Francisco Ramírez
- 1929 Francisco Luis Anello
- 1928 Juan A. Guastavino
- 1927-1928 Carlos A. Niklison
- 1925-1927 Francisco Luis Anello
- 1925 Alfredo Lazaro Wofcy
- 1925 Luis Francisco Ramírez
- 1921-1924 Francisco Luis Anello
- 1919-1920 Juan A. Guastavino
- 1918 Federico Achembach
- 1917 Rogelio Palamedi
- 1916 Antonio Baragiola
- 1914-1915 Antonio Espósito
- 1912-1913 Juan A. Guastavino
- 1911 Federico Achenbach
- 1910 Pedro Gibella
- 1908-1909 Federico Achenbach
- 1907 Guillermo Drenner

## Hinchada

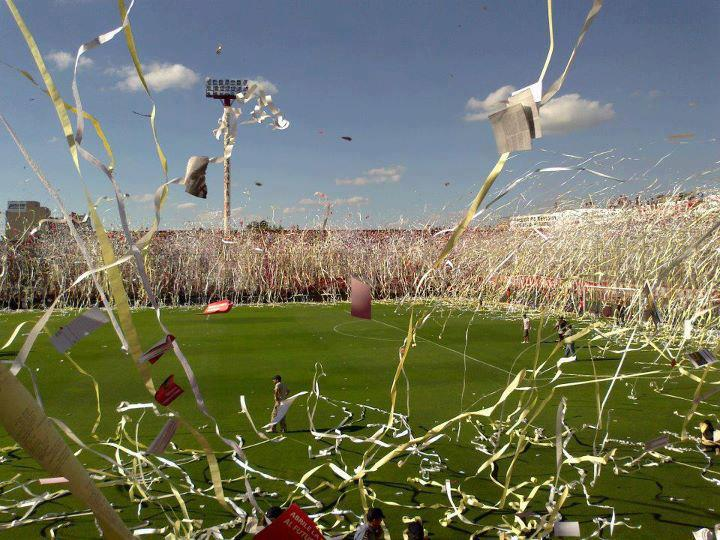
Hinchada Unión de Santa Fe.

La Barra brava del club se conoce como "La Bomba" debido a la cantidad de bombas que tiran antes, durante y después de los partidos, fue fundada en la década de 1960.
La hincha de Unión es conocido como unionista (llamados así de forma gentilicia), rojiblancos o albirrojos (por los colores del club) y tates o tatengues.
El mote de "Tatengues" se remonta a las primeras décadas de vida del club y tiene distintos rumores y mitos sobre su origen. El más pupular aunque discutido:
- El mote nace en la década de 1920 y originalmente tenía un sentido peyorativo relacionado con el origen del club.[5] En el año 1907, catorce miembros del ex Santa Fe Foot-Ball Club fundaron el Club Atlético Unión de Santa Fe. Estas personas y los nuevos socios pertenecían a la parte aristocrática de la ciudad y el club tenía su sede desde su fundación, en el denominado "macrocentro" de la ciudad de Santa Fe, zona identificada por sus habitantes de buen estatus socioeconómico. Dado que según la jerga de la época tatengue se refería a la gente de "buen vivir", se les adjudicó este apodo. Esta versión es rechazada por algunos ya que el club nunca tuvo una intención de ser particularmente aristocrático.
- Otras versiones hablan de que el término "tate" se utilizaba de forma peyorativa para referirse a personas de religión judía. Cual fuera el caso, el apodo en un principio peyorativo, fue apropiado por los hinchas de Unión.

Indiferentemente al origen del apodo de los hinchas tatengues, el club cuenta con una gran masa de fanáticos, pertenecientes tanto a los sectores más populares como a clases más acomodadas.

## Datos del club
|  | Para un completo desarrollo véase |

| Datos deportivos |
| |
| - Temporadas en la Liga Regional Santafesina: 5. - Primera participación: 1907. - Última participación: 1921. - Mejor puesto: 1.º. - Peor puesto: 2.º. - Temporadas en la Liga Rosarina de Foot-ball: 2. - Primera participación: 1912. - Última participación: 1913. - Mejor puesto: 3.º. - Peor puesto: 4.º. - Mayor goleada a favor: - 11 a 1 contra Atlético Rosario en 1912. - Mayot goleada en contra: - 1 a 5 contra Newell's Old Boys en 1912. - Temporadas en la Asociación Amateurs Santafesina de Foot-ball : 4. - Primera participación: 1921. - Última participación: 1925. - Mejor puesto: 1.º. - Peor puesto: 1.º. - Temporadas en la Federación Santafesina de Foot-ball: 9. - Primera participación: 1922. - Última participación: 1931. - Mejor puesto: 1.º. - Peor puesto: 3.º. - Temporadas en la Liga Santafesina: 118 (desde 1940 Unión posee un equipo paralelo en la liga). - Primera participación: 1931. - Última participación: 1971. - Mejor puesto: 1.º. - Peor puesto: 5.º. - Temporadas en el Campeonato del Litoral: 1. - Primera participación: 1939. - Última participación: 1939. - Mejor puesto: 2.º. - Peor puesto: 2.º. - Participaciones en Copa Santa Fe: 5. - Mejor puesto: Semifinal. - Peor puesto: Octavos de final. - Mayor goleada a favor: 4 a 0 contra Huracán de Villa Ocampo - Mayor goleada en contra: 0 a 2 contra Rosario Central - Máximo goleador: Francisco Valiente (126 goles). - Jugador con más presencias:Francisco Valiente (131 partidos). - Títulos ganados: 23 (8 LRSF, 4 AASF, 1 FSF, 6 LSF, 2 TP y 2 CH). |
| |

| Datos deportivos |
| |
| - Temporadas en 1.ª: 40 - Primera participación: 1967 (Campeonato Metropolitano 1967). - Última participación: Act. (Liga Profesional 2025). - Mejor puesto en la liga: 2.º (Campeonato Nacional 1979). - Peor puesto en la liga: 20.º (Torneo Inicial 2012). - Puesto histórico: 21.º. - Mayor cantidad de partidos sin perder: 24 (17 victorias y 7 empates). - Desde el 17 de agosto hasta el 29 de noviembre de 1978. - Mayor cantidad de partidos ganados seguidos: 6. - Desde el 16 de abril de hasta el 24 de junio del 2000 - Mayor cantidad de partidos sin ganar: 26 (12 empates y 14 derrotas). - Desde el 19 de mayo de 2012 hasta el 3 de marzo de 2013. - Mayor goleada conseguida: - 7 a 1 contra Racing Club el 6 de abril de 1975. - Mayor goleada recibida: - 0 a 6 contra River Plate el 24 de julio de 1970. - 0 a 6 contra Racing Club el 8 de julio de 2000. - 0 a 6 contra River Plate el 20 de febrero de 2002. - Temporadas en 2.ª: 44 - Primera participación: 1940. - Última participación: 2014. - Mejor puesto en la liga: 1.º. - Peor puesto en la liga: 17.º. - Puesto histórico: 11.º. - Mayor cantidad de partidos sin perder: 22 (13 victorias y 9 empates). - Desde el 22 de febrero hasta el 29 de julio de 1989. - Mayor cantidad de partidos seguidos ganados: 8. - Desde el 1 de octubre de hasta el 23 de noviembre del 2014 - Mayor cantidad de partidos sin ganar: 12. (6 derrotas y 6 empates). - Mayor goleada conseguida: - 8 a 1 contra Club Atlético Acassuso el 21 de julio de 1943. - 8 a 1 contra Club Atlético Talleres (Remedios de Escalada) de 6 de junio de 1953. - Mayor goleada recibida: - 0 a 8 contra Quilmes Atlético Club el 27 de junio de 1948 - Temporadas en Torneo Regional: 2. - Primera participación: 1971. - Última participación: 1972. - Mejor puesto en la liga: 2.º. - Peor puesto en la liga: 2.º. - Mayor goleada conseguida: 11 a 1 contra 1.º de Mayo el 19 de septiembre de 1971. - Mayor goleada recibida: 0 a 3 contra Gimnasia y Esgrima el 24 de septiembre de 1972. - Mayor cantidad ganados seguidos:1. - Mayor cantidad sin ganar: 3 (1 derrota y 2 empates). - Temporadas en Copa Argentina: 8. - Mejor puesto en la copa: 4º de final. - Peor puesto en la liga: 32avos de final. - Mayor goleada conseguida: 3 a 1 contra Club Unión Aconquija el 12 de agosto de 2016. - Mayor goleada recibida: 0 a 3 contra River Plate el 27 de octubre de 2016. - Máximo goleador en el club: Fernando Alí (85 goles). - Jugador con más presencias en el club: Pablo de las Mercedes Cárdenas (364 partidos). - Títulos ganados: 92 |
| |

#### Ascensos y descensos
- Segunda División 1940 (Afiliación a AFA)

- Primera B a Primera División 1966

- Primera División a Primera B 1967

- Primera B a Primera División 1968

- Primera División a Primera B 1971

- Primera B (Desafiliación de AFA)

- Primera B 1973 (Afiliación a AFA)

- Primera B a Primera División 1974

- Primera División a Primera B Nacional 1988

- Primera B Nacional a Primera División 1989

- Primera División a Primera B Nacional 1992

- Primera B Nacional a Primera División 1996

- Primera División a Primera B Nacional 2003

- Primera B Nacional a Primera División 2011

- Primera División a Primera B Nacional 2013

- Primera B Nacional a Primera División 2014

## Palmarés
El Club Atlético Unión es uno de los más exitosos y más laureado del fútbol santafesino. El extenso palmarés del primer equipo incluye 18 campeonatos de Primera División Santafesina, 9 copas santafesinas, 2 torneos clasificatorios y 1 torneo provincial.
En el plano nacional fue campeón del Campeonato de Primera B Argentina en 1966, ostenta el récord de ser el primer equipo de la ciudad de Santa Fe en jugar un torneo de primera división al participar de la Copa de Competencia Jockey Club en 1913, también es el primer equipo de la ciudad en afiliarse a AFA en 1940.
| Competición local                                         | Títulos | Subcampeonatos                                                               |
| --------------------------------------------------------- | --- | ---------------------------------------------------------------------------- |
| Campeonato de Primera División Santafesina (18/7)         | 1907, 1908, 1909, 1910 (LRSF) 1912, 1915, 1917, 1919, 1920 (LSF), 1925 (ASAF), 1926 (FSF), 1932, 1934, 1935, 1936, 1938, 1939, 1971 (LSF) | 1914 (ASF), 1916, 1918 (LSF), 1922 (FSF), 1923 (LSF), 1927 (FSF), 1972 (LSF) |
| Copa de Competencia "Gobernador Manuel J. Menchaca" (3/1) | 1916, 1917, 1919 | 1915                                                                         |
| Copa Estímulo (1/0)                                       | 1924 |                                                                              |
| Torneo Preparación (2/0)                                  | 1935, 1937 |                                                                              |
| Campeonato de Honor (2/0)                                 | 1938, 1939 |                                                                              |
| Campeonato Absoluto (1/0)                                 | 1938 |                                                                              |
| Torneo Clasificatorio (2/0)                               | Clasificatorio 1971, Petit Torneo 1971 |                                                                              |
| Copa Santa Fe (0/1)                                       | | 1922                                                                         |
| Torneo del Litoral (0/1)                                  | | 1939                                                                         |

| Competición provincial                                 | Títulos        | Subcampeonatos |
| ------------------------------------------------------ | -------------- | -------------- |
| Federación de Fútbol de la Provincia de Santa Fe (1/0) | Selectivo 1971 |                |

| Competición nacional                             | Títulos | Subcampeonatos            |
| ------------------------------------------------ | ------- | ------------------------- |
| Primera División (0/1)                           |         | Nacional 1979             |
| Segunda División (1/4)                           | 1966    | 1943, 1955, 1974, 2010/11 |
| Campeonato de Honor de Segunda División(*) (0/1) |         | 1950                      |
| Torneo Regional(*) (0/2)                         |         | 1971, 1972                |
| Liguilla Pre-Libertadores(*) (0/1)               |         | 1979                      |

(*) No entregan títulos de campeón pero fueron competiciones oficiales.

### Trayectoria
|  | Para más detalles, consultar Estadísticas del Club Atlético Unión |

| \| Competición \| PJ \| PG \| PE \| PP \| GF \| GC \| Mejor resultado \| \| ---------------------------- \| ---- \| --- \| --- \| --- \| ---- \| ---- \| ---------------- \| \| Copa Sudamericana \| 12 \| 5 \| 2 \| 4 \| 13 \| 9 \| Octavos de final \| \| Primera División \| 1356 \| 415 \| 452 \| 489 \| 1605 \| 1701 \| Subcampeón \| \| Segunda División \| 1646 \| 692 \| 455 \| 499 \| 2828 \| 2279 \| Campeón (1) \| \| Torneo Regional \| 20 \| 6 \| 8 \| 6 \| 34 \| 22 \| Subcampeón \| \| Copas nacionales \| 52 \| 18 \| 16 \| 18 \| 70 \| 82 \| Subcampeón \| \| Copa Santa Fe \| 10 \| 4 \| 2 \| 4 \| 15 \| 9 \| Campeón (1) \| \| Primera División Santafesina \| ? \| ? \| ? \| ? \| ? \| ? \| Campeón (18) \| \| Primera División Rosarina \| 22 \| 9 \| 2 \| 11 \| 38 \| 29 \| Tercer lugar \| \| Campeonato del Litoral \| 19 \| 11 \| 5 \| 3 \| 40 \| 18 \| Subcampeón \| \| Copas locales y regionales \| ? \| ? \| ? \| ? \| ? \| ? \| Campeón (11) \| \| Total \| 3737 \| ? \| ? \| ? \| ? \| ? \| 31 Títulos \| * En negrita las competiciones actuales. Estadísticas actualizadas hasta el último partido jugado el 22 de agosto de 2021. Fuentes: https://www.clubaunion.com.ar/historial-completo-de-union/ |      |     |     |     |      |      |                  |
| Competición | PJ   | PG  | PE  | PP  | GF   | GC   | Mejor resultado  |
| Copa Sudamericana | 12   | 5   | 2   | 4   | 13   | 9    | Octavos de final |
| Primera División | 1356 | 415 | 452 | 489 | 1605 | 1701 | Subcampeón       |
| Segunda División | 1646 | 692 | 455 | 499 | 2828 | 2279 | Campeón (1)      |
| Torneo Regional | 20   | 6   | 8   | 6   | 34   | 22   | Subcampeón       |
| Copas nacionales | 52   | 18  | 16  | 18  | 70   | 82   | Subcampeón       |
| Copa Santa Fe | 10   | 4   | 2   | 4   | 15   | 9    | Campeón (1)      |
| Primera División Santafesina | ?    | ?   | ?   | ?   | ?    | ?    | Campeón (18)     |
| Primera División Rosarina | 22   | 9   | 2   | 11  | 38   | 29   | Tercer lugar     |
| Campeonato del Litoral | 19   | 11  | 5   | 3   | 40   | 18   | Subcampeón       |
| Copas locales y regionales | ?    | ?   | ?   | ?   | ?    | ?    | Campeón (11)     |
| Total | 3737 | ?   | ?   | ?   | ?    | ?    | 31 Títulos       |

## Jugadores
A lo largo de sus más de 100 años de historia, muchos futbolistas jugaron, debutaron e hicieron historia en el club y en el Fútbol argentino. Pablo de las Mercedes Cárdenas, con 362 encuentros es el que más veces lució la camiseta rojiblanca. A su vez, el Turco Alí con 86 goles es el máximo goleador tatengue.
De sus divisiones inferiores han surgido una gran cantidad de futbolistas que luego de partir hacia diferentes clubes serían parte de las Selecciones Argentinas: Federico Wilde y Alberto Galateo (primeros jugadores salidos de inferiores en participar en una Copa Mundial de Fútbol), Leopoldo Jacinto Luque (campeón del mundo en 1978), Nery Pumpido (arquero que hizo lo propio en 1986), Víctor Bottaniz, Ricardo Altamirano, Alberto Acosta (ambos campeones de la Copa América de Ecuador), Martín Perezlindo (campeón mundial Sub-20 en Malasia), Mauricio Martínez (integrante de la selección en los Juegos Olímpicos de Río 2016), Ignacio Canuto, Roberto Battión; y también otros que integraron distintos seleccionados juveniles como Luis Ojeda, Ignacio Arce, Juan Ignacio Cavallaro y Marcos Peano.

### Jugadores destacados
| Máximos goleadores | Máximos goleadores     | Máximos goleadores | Más partidos disputados | Más partidos disputados        | Más partidos disputados | Más temporadas disputadas | Más temporadas disputadas | Más temporadas disputadas |
| ------------------ | ---------------------- | ------------------ | ----------------------- | ------------------------------ | ----------------------- | ------------------------- | ------------------------- | ------------------------- |
| 1.                 | Francisco Valiente     | +100 goles         | 1.                      | Pablo de las Mercedes Cárdenas | 364 partidos            | 1.                        | Francisco Valiente        | 15 años                   |
| 2.                 | Fernando Alí           | 85 goles           | 2.                      | Fernando Alí                   | 347 partidos            | 2.                        | Antonio Simonsini         | 14 años                   |
| 3.                 | Orlando Ruíz           | 78 goles           | 3.                      | Mario Eduardo Alberto          | 327 partidos            | 3.                        | Ángel Napoleoni           | 13 años                   |
| 4.                 | Mario Gervé            | 73 goles           | 4.                      | Hugo Ismael López              | 324 partidos            | 4.                        | Elías Pieretti            | 12 años                   |
| 5.                 | Carlos Celestino Verga | 72 goles           | 5.                      | Víctor Bottaniz                | 312 partidos            | 5.                        | Mario Eduardo Alberto     | 12 años                   |

### Jugadores que fueron goleadores de un torneo
| Torneo Nacional   | Torneo Nacional                    | Torneo Nacional |
| Futbolista        | Campeonato                         | Goles           |
| ----------------- | ---------------------------------- | --------------- |
| Orlando Ruiz      | Primera División B 1963            | 25              |
| Víctor Marchetti  | Campeonato Nacional 1976           | 12              |
| Marcelo Ruffini   | Nacional B 1992-93                 | 21              |
| Daniel Bazán Vera | Primera B Nacional (Apertura) 2005 | 15              |
| Leandro Zárate    | Primera B Nacional 2007/08         | 21              |

### Futbolistas de Unión en la selección de su país

#### Mundialistas
| N.º | Jugador                | Selección | Edición        | Resultado        |
| --- | ---------------------- | --------- | -------------- | ---------------- |
| 1.º | Federico Wilde         | Argentina | Italia 1934    | Primera Fase     |
| 2.º | Alberto Galateo        | Argentina | Italia 1934    | Primera Fase     |
| 3.º | Federico Edwards       | Argentina | Suecia 1958    | Primera Fase     |
| 4.º | Leopoldo Luque         | Argentina | Argentina 1978 | Campeón          |
| 5.º | Nery Pumpido           | Argentina | España 1982    | Segunda Fase     |
| 5.º | Nery Pumpido           | Argentina | México 1986    | Campeón          |
| 5.º | Nery Pumpido           | Argentina | Italia 1990    | Subcampeón       |
| 6.º | Danilo Aceval          | Paraguay  | Francia 1998   | Octavos de final |
| 7.º | Arístides Fabián Rojas | Paraguay  | Francia 1998   | Octavos de final |

#### Convocados a laCopa América
| N.º | Jugador        | Selección | Edición       | Resultado        |
| --- | -------------- | --------- | ------------- | ---------------- |
| 1.º | Hugo Gatti     | Argentina | 1975          | Primera Fase     |
| 2.º | Leopoldo Luque | Argentina | 1975          | Primera Fase     |
| 3.º | Danilo Aceval  | Paraguay  | Paraguay 1999 | Cuartos de final |
| 4.º | Juan Jayo      | Perú      | Paraguay 1999 | Cuartos de final |
| 5.º | Daniel Noriega | Venezuela | Paraguay 1999 | Primera Fase     |
| 5.º | Daniel Noriega | Venezuela | Colombia 2001 | Primera Fase     |

#### Convocados a laCopa de Oro
| N.º | Jugador      | Selección | Edición             | Resultado   |
| --- | ------------ | --------- | ------------------- | ----------- |
| 1.º | Juan Jayo    | Perú      | Estados Unidos 2000 | Semifinales |
| 2.º | Waldir Sáenz | Perú      | Estados Unidos 2000 | Semifinales |

#### Selección Juvenil
| N.º | Jugador                | Selección            | Edición                           | Resultado        |
| --- | ---------------------- | -------------------- | --------------------------------- | ---------------- |
| 1.º | Francisco Forti        | Argentina Sub-19     | Sudamericano 1964                 | Sextos           |
| 2.º | Ramón Centurión        | Argentina Sub-22     | Torneo Esperanzas de Toulon 1983  | Subcampeón       |
| 3.º | Martín Perezlindo      | Argentina Sub-20     | Sudamericano 1997                 | Campeón          |
| 3.º | Martín Perezlindo      | Argentina Sub-20     | Mundial 1997                      | Campeón          |
| 4.º | Renzo Vera             | Argentina (Sparring) | Mundial 2002                      | Fase de grupos   |
| 5.º | Luis Ojeda             | Argentina Sub-17     | Sudamericano 2007                 | Tercer lugar     |
| 5.º | Luis Ojeda             | Argentina Sub-17     | Mundial 2007                      | Cuartos de final |
| 5.º | Luis Ojeda             | Argentina Sub-20     | Sudamericano 2009                 | Fase Final       |
| 6.º | Ignacio Arce           | Argentina Sub-17     | Sudamericano 2009                 | Subcampeón       |
| 6.º | Ignacio Arce           | Argentina Sub-17     | Mundial 2009                      | Octavos de final |
| 7.º | Juan Ignacio Cavallaro | Argentina Sub-20     | Torneo Internacional Alcudia 2012 | Campeón          |
| 8.º | Marcos Peano           | Argentina Sub-17     | Mundial 2015                      | Primera Ronda    |
| 8.º | Marcos Peano           | Argentina Sub-20     | Torneo Internacional Alcudia 2016 | Subcampeón       |
| 9.º | Gastón González        | Argentina (Sparring) | América 2019                      | Tercer lugar     |

#### Jugadores campeones salidos de las inferiores
| N.º | Jugador            | Selección | Edición                   | Resultado |
| --- | ------------------ | --------- | ------------------------- | --------- |
| 1.º | Leopoldo Luque     | Argentina | Mundial 1978              | Campeón   |
| 2.º | Nery Pumpido       | Argentina | Mundial 1986              | Campeón   |
| 3.º | Ricardo Altamirano | Argentina | Copa América 1991         | Campeón   |
| 3.º | Ricardo Altamirano | Argentina | Copa Rey Fahd 1992        | Campeón   |
| 3.º | Ricardo Altamirano | Argentina | Copa América 1993         | Campeón   |
| 3.º | Ricardo Altamirano | Argentina | Copa Artemio Franchi 1993 | Campeón   |
| 4.º | Alberto Acosta     | Argentina | Copa Rey Fahd 1992        | Campeón   |
| 4.º | Alberto Acosta     | Argentina | Copa América 1993         | Campeón   |

## Plantel 2025
- Actualizado el 9 de agosto de 2025

- Los equipos argentinos están limitados a tener un cupo máximo de seis jugadores extranjeros, aunque solo cinco podrán firmar la planilla del partido

### Altas
| Invierno             |                |                           |                      |
| Tomás Durso          | Guardameta     | Atlético Tucumán          | Préstamo             |
| Emiliano Álvarez     | Defensa        | Cerro                     | Libre                |
| Fernando Díaz        | Defensa        | Sol de América            | Traspaso             |
| Maizon Rodríguez     | Defensa        | Juventud Las Piedras      | Traspaso             |
| Nicolás Palavecino   | Centrocampista | Defensa y Justicia        | Préstamo             |
| Augusto Solari       | Centrocampista | Rosario Central           | Libre                |
| Cristian Tarragona   | Delantero      | Talleres de Córdoba       | Libre                |
| Verano               |                |                           |                      |
| Matías Tagliamonte   | Guardameta     | Racing                    | Préstamo             |
| Gastón Arturia       | Defensa        | Estudiantes de Río Cuarto | Libre                |
| Ezequiel Cañete      | Centrocampista | Banfield                  | Regresa del préstamo |
| Ezequiel Ham         | Centrocampista | Independiente Rivadavia   | Libre                |
| Mauricio Martínez    | Centrocampista | Rosario Central           | Préstamo             |
| Julián Palacios      | Centrocampista | San Lorenzo de Almagro    | Libre                |
| José Angulo          | Delantero      | Delfín                    | Libre                |
| Agustín Colazo       | Delantero      | Belgrano de Córdoba       | Traspaso             |
| Diego Díaz           | Delantero      | Sportivo Las Parejas      | Préstamo             |
| Marcelo Estigarribia | Delantero      | Atlético Tucumán          | Traspaso             |
| Franco Fragapane     | Delantero      | Minnesota United          | Libre                |

### Bajas
| Invierno          |                |                          |                       |
| Diego González    | Guardameta     | Sarmiento de Resistencia | Rescisión de contrato |
| Franco Pardo      | Defensa        | Racing                   | Traspaso              |
| Ezequiel Ham      | Centrocampista | Atlético Goianiense      | Rescisión de contrato |
| José Angulo       | Delantero      | Emelec                   | Rescisión de contrato |
| Tomás Lavezzi     | Delantero      | Barracas Central         | Fin de contrato       |
| Mariano Meynier   | Delantero      | Sportivo Las Parejas     | Rescisión de contrato |
| Verano            |                |                          |                       |
| Nicolás Campisi   | Guardameta     | Tampa Bay Rowdies        | Fin de contrato       |
| Miguel Torrén     | Defensa        | Bolívar                  | Rescisión de contrato |
| Tiago Banega      | Centrocampista | Racing                   | Fin del préstamo      |
| Joaquín Mosqueira | Centrocampista | Talleres de Córdoba      | Traspaso              |
| Simón Rivero      | Centrocampista | Boca Juniors             | Fin del préstamo      |
| Patricio Tanda    | Centrocampista | Racing                   | Fin del préstamo      |
| Adrián Balboa     | Delantero      | Racing                   | Traspaso              |
| Gonzalo Morales   | Delantero      | Boca Juniors             | Fin del préstamo      |
| Nicolás Orsini    | Delantero      | Boca Juniors             | Fin del préstamo      |
| Franco Troyansky  | Delantero      | Audax Italiano           | Rescisión de contrato |

### Cesiones
| Jugador              | Posición       | Destino                     | Fin del préstamo |
| -------------------- | -------------- | --------------------------- | ---------------- |
| Thiago Cardozo       | Guardameta     | Belgrano de Córdoba         | 31-12-2026       |
| Gastón Arturia       | Defensa        | Orense                      | 31-12-2025       |
| Franco Godoy         | Defensa        | Aldosivi de Mar del Plata   | 31-12-2025       |
| Lisandro Morales     | Defensa        | Atlético Rafaela            | 31-12-2025       |
| Juan Ignacio Bircher | Centrocampista | Ben Hur de Rafaela          | 31-12-2025       |
| Jeremías Bustos      | Centrocampista | 9 de Julio de Rafaela       | 31-12-2025       |
| Pablo Palacio        | Centrocampista | Ferro                       | 31-12-2025       |
| Enzo Roldán          | Centrocampista | Platense                    | 31-12-2025       |
| Lionel Verde         | Centrocampista | CSKA Moscú                  | 30-06-2026       |
| Nahuel Blanco        | Delantero      | Sportivo Las Parejas        | 31-12-2025       |
| Tomás González       | Delantero      | Arsenal de Sarandí          | 31-12-2025       |
| Daniel Juárez        | Delantero      | Gimnasia y Esgrima de Jujuy | 31-12-2025       |
| Junior Marabel       | Delantero      | Palestino                   | 31-12-2025       |
| Franco Ratotti       | Delantero      | Unión Española              | 31-12-2025       |
| Tomás Romero         | Delantero      | Houston Dynamo 2            | 31-12-2025       |
| José Vanetta         | Delantero      | Progreso                    | 31-12-2025       |

### Reserva
- Actualizado el 15 de marzo de 2025

## Entrenadores

### Cronología de los entrenadores
| Entrenadores de Unión |
| |
| - 2025-Act.: Leonardo Madelón - 2023-2025: Kily González - 2023: Sebastián Méndez - 2021-2023: Gustavo Munúa - 2021: Marcelo Mosset - 2020-21: Juan Manuel Azconzábal - 2020: Marcelo Mosset - 2017-20: Leonardo Madelón - 2017: Eduardo Magnín - 2017: Pablo Marini - 2017: Eduardo Magnín - 2016-17: Juan Pablo Pumpido - 2014-16: Leonardo Madelón - 2013: Facundo Sava - 2012: Nery Pumpido - 2010-12: Frank Darío Kudelka - 2009-10: Fernando Alí - 2009: Ariel Catinot - 2008-09: Fernando Quiroz - 2007-08: Claudio Gugnali - 2006-07: Carlos Trullet - 2006: Claudio Gugnali - 2005-06: Néstor Craviotto - 2005: Carlos Roteta - 2004-05: Daniel Silguero - 2004: Carlos Roteta - 2004: Miguel Oyeras, Marcelo Yorno y Marcelo López - 2003-04: Óscar Blanco - 2003: Alcides Merlo - 2003: José María Bianco - 2003: Juan José López - 2002-03: Néstor Craviotto - 2002: Frank Darío Kudelka - 2002: Carlos Timoteo Griguol - 2001: Leonardo Madelón - 1999-01: Nery Pumpido - 1999: Juan José López - 1999: Salvador Capitano - 1998: Mario Zanabria - 1997-98: Nelson Chabay - 1995-97: Carlos Trullet - 1993-95: Daniel Silguero - 1992-93: Hilario Bravi - 1991-92: Humberto Zuccarelli - 1990-91: Carlos Trullet - 1990: Carlos Santos Mazzoni - 1990: Mario Zanabria - 1988-90: Humberto Zuccarelli - 1988: Carlos Santos Mazzoni - 1987-88: Alberto Violi - 1987: Luis Garisto - 1987: Alberto Violi - 1986-87: Leopoldo Jacinto Luque - 1985-86: Jorge Castelli - 1985: Roberto Puppo - 1984: José Yudica - 1984: Alberto Violi - 1984: Miguel Ángel Basílico - 1983: Jorge Castelli - 1983: Luis Sauco - 1983: Marcos Conigliaro - 1983: Alberto Violi y Federico Antonio Pizarro - 1982: Reynaldo Volken - 1982: Alberto Violi - 1981: Carmelo Faraone - 1981: Alberto Violi - 1981: Carlos Cavagnaro y Carlos Alberto Carberol - 1978-80: Reynaldo Volken - 1978: Miguel Ignomiriello - 1977-78: Reynaldo Volken - 1977: Roberto Oscar Ferreira - 1977: Reynaldo Volken - 1977: Óscar Julio Cadars - 1976: Alberto Violi - 1976: José Urben Farías - 1975: Juan Carlos Lorenzo - 1974: Carmelo Faraone - 1974: Hugo Irineo Barrios - 1974: César Castagno - 1973: Justo José Rossi - 1973: Antonio Cielinski - 1972: Reynaldo Volken - 1972: Héctor Cordero - 1971: Ernesto Vercelio - 1970: Humberto Maschio - 1969-70: Justo José Rossi - 1968-69: Jose Abbas - 1967-68: Pedro Mansilla - 1967: Roberto Resquin - 1967: Miguel Ángel Converti - 1966: Washington Etchamendi - 1965: Adio Frana - 1964-65: Rodolfo Kralj - 1964: Justo José Rossi - 1962-63: Julio Ávila - 1962: Carlos Verga - 1961-62: Julio Ávila - 1960-61: Rodolfo Kralj - 1959-60: Enrique Lupiz - 1959: Julio Ávila - 1959: Gerónimo Díaz - 1958: Carlos Verga - 1958: Pedro Rodríguez - 1958: Gerónimo Díaz - 1957: Pedro Rodríguez - 1956: Emilio Enrique Casasnovas - 1956: Gerardo Rivas - 1955: Gerónimo Díaz - 1954: Carlos Bovo - 1954: Juan Plazzese - 1954: Fernando Bello - 1952-53: Rafael Amadei - 1952: Gabino Ballesteros - 1952: Emilio Enrique Casasnovas - 1951: Armando Lombardi - 1951: Ángel Napoleoni - 1951: Armando Lombardi - 1950-51: Tomás Loyarte - 1950: Delfidio Giménez - 1948-50: Rafael Amadei - 1948: Emilio Enrique Casasnovas - 1947: Felipe Fernández - 1946: Damián Mapelli - 1946: Aníbal Supische - 1945: Ángel Fernández Roca - 1945: Aníbal Supische - 1945: Alberto Chividini - 1944: Miguel Caffaratti - 1944: Tomás Suárez - 1944: Juan Carlos López - 1943: Alfredo Mors - 1943: Carlos Locasso - 1943: Pedro Rodríguez - 1942: Carlos Locasso - 1942: Julio Libonatti - 1941: Manuel Tochi - 1941: Alejandro Scopelli - 1940: Desconocido - 1940: Jose Bakongyl - 1940: Tomás Loyarte - 1939: Miguel Caffaratti - 1939: Manuel Tochi - 1938: José Jeissan - 1937: Tomás Loyarte - 1936-37: Godofredo Arigos - 1934-35: José Juan Gilli - 1933: Agustín Corti - 1933: Elías Fernández - 1930-31: Víctor Calella - 1929: Manuel Barraguirre - 1925: Adelino Esteban Lamorthe |
| |

## Rivalidades

### El clásico santafesino
|  | Para un completo desarrollo véase Clásico santafesino |

«Clásico santafesino» es como habitualmente se denomina al partido del fútbol argentino que enfrenta a los dos clubes de la ciudad de Santa Fe: Colón y Unión. Es uno de los clásicos más parejos de Argentina, ambos equipos se han enfrentado en partidos oficiales correspondientes a la Liga Santafesina de Fútbol (tanto en la era amateur como luego en la profesional), Primera División argentina y también en Segunda División.
Hasta la fecha se han disputado 98 partidos dentro de los campeonatos de la AFA, de los cuales Unión ganó 30 partidos (113 goles), Colón ganó 28 (107 goles) y empataron 35 veces.
En Liga Santafesina se enfrentaron un total de 53 ocasiones ganando Unión 20 veces (80 goles) mientras tanto Colón ganando 17 (65 goles) y terminando empatados en 12 cotejos, vale recalcar que hay 4 partidos disputados (1 en 1913, 2 en 1914, y otro en 1917) de los cuales no se tiene datos.
La historia del clásico santafesino empieza en 1913 aparece recién en los medios gráficos de la época un team queriendo formar parte del fútbol asociado en la ciudad de Santa Fe, que desde 1907 competían clubes de la capital santafesina y de la región, aparece el Colón Football Club que quería afiliarse a la Liga Santafesina de Football, esta como órgano oficial, le exige al recién aparecido Colón el desafío para afiliarse, vencer al equipo referente de la liga al Unión Football Club. La Liga Santafesina decide hacer disputar ese partido entre ambos equipos del cual resultaría ganador Colón sobre los jugadores alternativos de Unión, ya que sus titulares se encontraban jugando en Rosario, obteniendo así los colonistas el permiso de competir en la liga.
| Rival | PJ  | PG | PE | PP | DIF | GF  | GC  |
| ----- | --- | -- | -- | -- | --- | --- | --- |
| Colón | 159 | 57 | 54 | 48 | +9  | 212 | 208 |

### Otras rivalidades
Si bien el histórico rival de Unión es el Club Atlético Colón, con el que disputan el clásico santafesino, antes en los inicios del club se jugaron partidos duros contra otros clubes de la ciudad de aquel entonces como lo eran Argentine Athletic Club y Brown Football Club, especialmente con este último, ya que durante varios años se jugó entre ambos una copa amistosa donada por la sociedad rural de la ciudad la cual se llamaba Copa España, en dichos partidos saldría siempre vencedor el equipo aurinegro. También con el tiempo existio una rivalidad contra Gimnasia y Esgrima. Desde la afiliación del club a AFA existe rivalidad en menor medida contra el Club Atlético de Rafaela, el Club Atlético Rosario Central y el Club Atlético Newell's Old Boys.
| Competición        | PJ  | GU | E  | Gr |
| ------------------ | --- | -- | -- | -- |
| Rosario Central    | 69  | 24 | 24 | 21 |
| Newell's Old Boys  | 83  | 23 | 25 | 35 |
| Atlético Rafaela   | 38  | 16 | 10 | 12 |
| Gimnasia y Esgrima | 43  | 22 | 11 | 12 |
| Total              | 233 | 85 | 70 | 80 |

## Apariciones en videojuegos

#### FIFA
- FIFA 16 (No licenciado)
- FIFA 17[8]
- FIFA 18
- FIFA 19
- FIFA 20
- FIFA 21
- FIFA 22
- FIFA 23
- EA Sports FC 24
- EA Sports FC 25

#### Pro Evolution Soccer
- Pro Evolution Soccer 2016
- Pro Evolution Soccer 2017[9]
- Pro Evolution Soccer 2018
- Pro Evolution Soccer 2019
- Pro Evolution Soccer 2020
- eFootball Pro Evolution Soccer 2021 Season Update
- eFootball

## Otras secciones deportivas

### Fútbol Femenino

#### Plantel de jugadoras 2022

##### Jugadoras internacionales
Nota: en negrita jugadoras parte de la última convocatoria en la correspondiente categoría.
| Selección | Categoría        | # | Jugadora(as)    |
| --------- | ---------------- | - | --------------- |
| Argentina | Selección sub-20 |   | Valentina Ponce |
| Argentina | Selección sub-17 |   | Lucía Almada    |
| Argentina | Selección sub-17 |   | Federica Prai   |
| Argentina | Selección sub-15 |   | Alegra Risso    |

##### Tranferencias 2021

###### Altas
| Altas               |           |                                   |       |       |
| Jugador             | Posición  | Origen                            | Tipo  | Cobro |
| Fabiana Díaz        | Arquera   | Club Deportivo Santa Rosa de Lima | Libre | -     |
| María Espindola     | Defensora | Club Atlético Alvear              | Libre | -     |
| Brunela Onoratto    | Delantera | Club Atlético Alvear              | Libre | -     |
| María Cecilia Ojeda | Delantera | Club Náutico El Quillá            | Libre | -     |
| Aldana Villalba     | Delantera | Club Náutico El Quillá            | Libre | -     |

###### Bajas
| Bajas               |           |                   |       |       |
| Jugador             | Posición  | Destino           | Tipo  | Cobro |
| Brisa Gallo         | Delantera | San Lorenzo       | Libre | -     |
| María Cecilia Ojeda | Delantera | Deportivo Español | Libre | -     |

#### Trayectoria en competencias
| Temporada (2012-32)      | Temporada (2012-32)      | 12 | 13 | 14 | 15 | 16 | 17 | 18 | 19 | 20 | 21 | 22 | 23 | 24 | 25 | 26 | 27 | 28 | 29 | 30 | 31 | 32 |
| ------------------------ | ------------------------ | -- | -- | -- | -- | -- | -- | -- | -- | -- | -- | -- | -- | -- | -- | -- | -- | -- | -- | -- | -- | -- |
| 1era División Nacional   |                          |    |    |    |    |    |    |    |    |    |    |    |    |    |    |    |    |    |    |    |    |    |
| 2nda División Nacional   | 2nda División Nacional   |    |    |    |    |    |    |    |    |    |    |    |    | SF |    |    |    |    |    |    |    |    |
| 3ra División Nacional    | 3ra División Nacional    |    |    |    |    |    |    |    |    |    |    |    | 1  |    |    |    |    |    |    |    |    |    |
| Campeonato/Copa Nacional | Campeonato/Copa Nacional |    |    | FG |    | FG |    |    |    |    |    |    |    |    |    |    |    |    |    |    |    |    |
| Liga Regional            | Apertura                 | 5  | 2  | 1  | 2  | 1  | 1  | 1  | 1  |    | 1  | 1  |    |    |    |    |    |    |    |    |    |    |
| Liga Regional            | Clausura                 | 5  | 1  | 1  | 2  | 1  | 2  | 2  | 2  |    | 1  | 2  |    |    |    |    |    |    |    |    |    |    |
| Liga Regional            | Absoluto                 |    |    |    |    |    |    |    | 1  |    | 1  | 1  |    |    |    |    |    |    |    |    |    |    |
| Torneo/Copa Provincial   | Torneo/Copa Provincial   |    |    |    |    |    | 1  |    | 1  |    |    | 1  |    | 1  |    |    |    |    |    |    |    |    |
| Títulos (18)             | Títulos (18)             | 0  | 1  | 2  | 0  | 2  | 2  | 1  | 3  | 0  | 3  | 3  | 1  | 1  |    |    |    |    |    |    |    |    |

#### Clásico
| Competición                           | PJ | GU | E | GC |
| ------------------------------------- | -- | -- | - | -- |
| Primera División Regional Santafesina | 21 | 15 | 4 | 2  |

#### Palmarés
| Competición local                                      | Títulos | Subcampeonatos |
| ------------------------------------------------------ | --- | --- |
| Primera División de la Liga Santafesina de Futbol (14) | Copa de Oro 2013, Apertura 2014, Copa de Oro 2014, Apertura 2016, Copa de Oro 2016, Apertura 2017, Apertura 2018, Apertura 2019, Apertura 2021, Clausura 2021, Absoluto 2021, Absoluto 2019, Apertura 2022 y Absoluto 2022. | Apertura 2013, Apertura 2015, Copa de Oro 2015, Copa de Oro 2017, Copa de Oro 2018, Clausura 2019 y Clausura 2022. |
| Copa Santa Fe (3)                                      | 2019, 2022 y 2024. | |
| Torneo Provincial Femenino (1)                         | 2017. | |

| Competición nacional   | Títulos | Subcampeonatos |
| ---------------------- | ------- | -------------- |
| Primera División C (1) | 2023    |                |

### Básquet
| Competición                                             | Títulos           | Subcampeonatos    |
| ------------------------------------------------------- | ----------------- | ----------------- |
| Campeonato Argentino de Clubes (2/1)                    | 1943, 1969        | 1958              |
| La Liga Argentina (1/0)                                 | 2021              |                   |
| Torneo Clasificatorio a Liga Nacional (1/0)             | 1984              |                   |
| Torneo Federal de Básquetbol (1/0)                      | 2012/13           |                   |
| Torneo de Liga C (1/0)                                  | 1997/98           |                   |
| Asociación Santafesina de Básquetbol (18/0)             | 18 campeonatos    | Se desconoce.     |
| Campeonato Preparación (0/0)                            |                   | Se desconoce.     |
| Torneo Tribu Mocoretá (0/0)                             |                   | Se desconoce.     |
| Liga Regional Santafesina Disidente de Básquetbol (3/0) | 1942, 1943, 1944. |                   |
| Federación Rosarina de Basketball (0/3)                 |                   | 1939, 1940, 1941. |